# Sociedad de Gestión de Productores Fonográficos del Paraguay
La Sociedad de Gestión de Productores Fonográficos del Paraguay (SGP) è un'organizzazione facente parte dell'International Federation of the Phonographic Industry che rappresenta l'industria musicale del Paraguay.

## Storia
Dal 2022 l'ente rende disponibile settimanalmente una top 1000 dei brani di maggior successo nazionalmente sulle piattaforme streaming Amazon Music, Deezer e Spotify.
Si occupa inoltre di organizzare i Propya Awards, manifestazione stabilita nel 2021 per celebrare il meglio dell'industria discografica paraguaiana.

## Certificazioni di vendita
La Sociedad de Gestión de Productores Fonográficos del Paraguay assegna certificazioni attraverso i seguenti criteri, a partire dall'ottobre 2023:

### Singoli
- Oro: 12 500 (1,250 milioni stream)
- Platino: 25 000 (2,5 milioni stream)
- Diamante: 156 250 (15,625 milioni stream)